# Ширер, Алан
А́лан Ши́рер (англ. Alan Shearer; род. 13 августа 1970, Ньюкасл-апон-Тайн, Англия) — английский футболист, выступавший на позиции нападающего, а также футбольный аналитик. Считается одним из лучших нападающих своего поколения и одним из величайших игроков в истории английской Премьер-лиги. Является лучшим бомбардиром в истории этого турнира.
Всю свою игровую карьеру Ширер провёл в английской Премьер-лиге. Первым его профессиональным клубом стал «Саутгемптон». В 1992 году перешёл в «Блэкберн Роверс», где стал одним из самых результативных бомбардиров в Европе. В составе этой команды Алан стал чемпионом Англии, а также два раза получил «Золотую бутсу» английской Премьер-лиги. В 1994 году он стал лучшим футболистом года по версии АФЖ, а в 1995 году лучшим игроком года по версии футболистов ПФА. Летом 1996 года за, на тот момент, рекордную сумму в 15 миллионов фунтов стерлингов Ширер присоединился к клубу из своего родного города — «Ньюкасл Юнайтед». В том же году он занял третье место в голосовании на награды «Золотой мяч» и «Игрок года ФИФА». В составе «Ньюкасла» Алан принял участие в финале Кубка Англии 1998 и 1999 года, а также стал лучшим бомбардиром этого клуба за всю историю. В конце сезона 2005/06 года завершил футбольную карьеру.
В составе национальной сборной Англии Ширер сыграл 63 матча, в которых ему удалось забить 30 голов. На чемпионате Европы 1996 года он в составе своей команды дошёл до стадии полуфинала, стал лучшим бомбардиром турнира и был включён в состав символической сборной Евро. В составе сборной Ширер также выступил на ЧМ-1998, Евро-1992 и Евро-2000.
После окончания футбольной карьеры Ширер стал работать футбольным аналитиком на Би-би-си. В 2009 году он ненадолго оставил свою работу на телевидении и стал исполняющим обязанности главного тренера «Ньюкасл Юнайтед» в оставшейся части сезона 2008/09 года, однако впоследствии Ширер завершил свою работу в качестве тренера и вернулся на Би-би-си. Является командором ордена Британской империи. В 2004 году был включён в список ФИФА 100.

## Ранние годы
Алан Ширер родился 13 августа 1970 года в районе Госфорт, пригороде города Ньюкасл-апон-Тайн, в семье Анны и Алана-старшего. Его родители были представителями рабочего класса. Ширер с детства начал заниматься футболом, это поощрял его отец. Он учился в средней и старшей школе Госфорта. В детстве Алан часто играл в футбол на улицах и изначально был полузащитником. Ширер также выступал за школьную футбольную команду, в составе которой даже выиграл местный турнир, после чего перебрался в клуб «Уоллсенд Бойз». Именно во время игры за «Уоллсенд» Алана заметил скаут «Саутгемптона» Джек Хиксон, с молодёжной командой этого клуба он впоследствии провёл несколько тренировок. В апреле 1986 года Ширеру предложили подписать с «Саутгемтоном» молодёжный контракт, он согласился и оказался в академии «святых».

## Клубная карьера

### «Саутгемптон»
После двух лет в молодёжной команде «Саутгемптона» Ширер был переведён в главную команду. 26 марта 1988 года он дебютировал в основном составе этого клуба, выйдя на замену в матче Первого дивизиона Футбольной лиги против «Челси». В одном из следующих матчей против «Арсенала» Алан сделал хет-трик, чем помог своей команде одержать победу со счётом 4:2 и стал самым молодым игроком, который когда-либо забивал три мяча в одном матче высшего дивизиона Англии, побив предыдущий рекорд Джимми Гривза. На тот момент Ширеру было 17 лет и 240 дней. Алан завершил сезон 1987/88 года с тремя голами в пяти играх, по его окончании он подписал с «Саутгемптоном» свой первый профессиональный контракт. Несмотря на многообещающее начало карьеры, Ширер не стал постоянным игроком основного состава и в следующем сезоне провёл за клуб десять безголевых матчей. В сезоне 1989/90 года Алан в основном играл в амплуа нападающего, однако ему удалось забить только три гола в 26 матчах. В следующем сезоне Ширер вновь не показал высокой результативности — четыре гола в 36 играх английской лиги. Несмотря на это, болельщики «Саутгемптона» признали его лучшим игроком в команде в 1991 году.

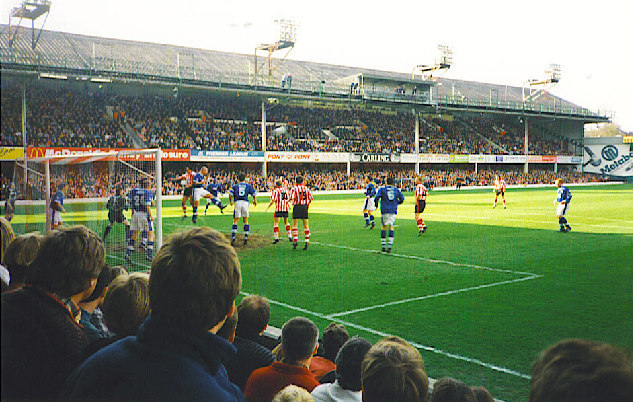
Карьера Ширера в профессиональном футболе началась на стадионе «Делл», именно там выступал «Саутгемптон» в тот период

В сезоне 1991/92 года он стал известен по всей Англии. Ширер забил 13 голов в 41 матче чемпионата за «святых», из-за чего Алана вызвали в основную сборную Англии. Ему удалось забить гол уже в своём дебютном матче. В прессе начали активно распространяться слухи о вероятном переходе Алана в «Манчестер Юнайтед». Впоследствии он опроверг все слухи о трансфере и пообещал доиграть сезон с «Саутгемптоном». Его связывали и с другими клубами, однако эти слухи в конечном итоге ни к чему не привели. В июле 1992 года Ширер был продан в «Блэкберн Роверс» за 3,6 миллиона фунтов стерлингов. Этот переход на тот момент стал самым дорогим в истории британского футбола. За четыре года игры в основной команде «Саутгемптона» Ширер в общей сложности провёл 158 матчей во всех соревнованиях, забив в них 43 гола.

### «Блэкберн Роверс»
Часть своего первого сезона в «Блэкберне» Ширер пропустил из-за повреждения передней крестообразной связки в декабре 1992 года. Однако в этом сезоне ему всё же удалось забить 16 голов в 21 игре только образованной английской Премьер-лиги. К сезону 1993/94 года Ширер полностью восстановился от последствий полученной травмы и забил 31 гол в 40 играх, чем помог «Блэкберну» занять второе место в Премьер-лиге. Благодаря своим выступлениям за клуб Алан был назван лучшим футболистом года по версии Ассоциации футбольных журналистов.
Перед сезоном 1994/95 года в «Блэкберн Роверс» перешёл нападающий Крис Саттон. Вместе с ним Ширер образовал атакующую связку, Алан забил 34 гола, Крис — 15. В итоге клуб смог выиграть Премьер-лигу, обойдя «Манчестер Юнайтед» в последнем туре. В этом же сезоне Ширер также дебютировал в Кубке УЕФА, однако «Блэкберн» выбыл уже в первом раунде, проиграв шведскому клубу «Треллеборг». В 1995 году он стал лучшим игроком года по версии футболистов ПФА. Несмотря на то, что клуб не смог защитить свой чемпионский титул в следующем сезоне, Ширер вновь стал лучшим бомбардиром Премьер-лиги, забив 31 гол в 35 играх. В этом сезоне Алан дебютировал и в Лиге чемпионов. В шести играх группового этапа этого турнира он смог забить один гол, реализовав свой удар с пенальти в матче против «Русенборга» (4:1), а «Блэкберн» занял последнее место в своей группе и не смог пройти в следующий этап. Всего за 1995 год Алан Ширер забил в английской Премьер-лиге 36 голов, установив рекорд этого турнира, который был побит лишь в 2017 году нападающим Гарри Кейном. 23 сентября 1995 года Алан преодолел отметку в 100 голов за «Блэкберн» во всех соревнованиях, сделав хет-трик в матче чемпионата Англии с «Ковентри Сити» (5:1). 30 декабря он забил свой 100-й гол в Премьер-лиге, это произошло в игре с «Тоттенхэм Хотспур», которая завершилась победой со счётом 2:1. 17 апреля 1996 года Ширер в последний раз забил за «Блэкберн», чем помог своей команде одержать победу над «Уимблдоном» (3:2).

### «Ньюкасл Юнайтед»
После Евро-1996 к Ширеру возник активный интерес со стороны «Манчестер Юнайтед», однако в итоге он перешёл в «Ньюкасл Юнайтед». «Ньюкасл» заплатил за Ширера на тот момент рекордную сумму размером в 15 миллионов фунтов. Он дебютировал в составе новой команды в игре английского чемпионата против «Эвертона» 17 августа 1996 года. Ширеру удалось показать высокий уровень результативности вплоть до конца сезона, благодаря чему он стал лучшим бомбардиром лиги в третий раз подряд. Помимо этого, Алан был признан игроком года по версии футболистов ПФА. Однако «Ньюкасл» не смог завоевать чемпионский титул и вновь оказался на втором месте в таблице английской Премьер-лиги.
Во время предсезонной подготовки к чемпионату Англии 1997/98 Ширер получил травму, из-за чего в Премьер-лиге он провёл лишь 17 матчей, в которых забил только два гола. Низкая результативность Алана отразилась и на итоговом положения клуба в турнирной таблице: «Ньюкасл» занял 13-е место в Премьер-лиге. Клубный физиотерапевт Пол Феррис оказывал Ширеру серьёзную помощь, которая по его собственному признанию сыграла немалую роль в восстановлении от этой травмы, а также последующих повреждений. Несмотря на неудачное выступление в английской лиге, «Ньюкасл», который возглавил бывший тренер Ширера в «Блэкберне» Кенни Далглиш, показал положительные результаты в Кубке Англии. В матче 1/2 финала смог отличиться и Ширер, он забил победный гол в игре против «Шеффилд Юнайтед», благодаря чему команда вышла в финал. В финальном матче «сороки» проиграли «Арсеналу» (0:2). В этом же сезоне Ширер отметился неприятным инцидентом в матче против «Лестер Сити», со стороны Футбольной ассоциации Англии ему было предъявлено обвинение в неправомерном поведении, так как на видео попал момент, в котором он ударил Нила Леннона ногой в процессе борьбы за мяч. Арбитр матча не предпринял никаких действий против Ширера, в дальнейшем с него были сняты обвинения в намеренной грубой игре, в том числе после того как Леннон дал показания в защиту Ширера. Бывший глава Футбольной ассоциации Грэм Келли, выдвинувший обвинения против игрока, позже утверждал в своей автобиографии, что Алан угрожал не поехать на чемпионат мира 1998 года, если обвинения в его сторону не будут сняты.

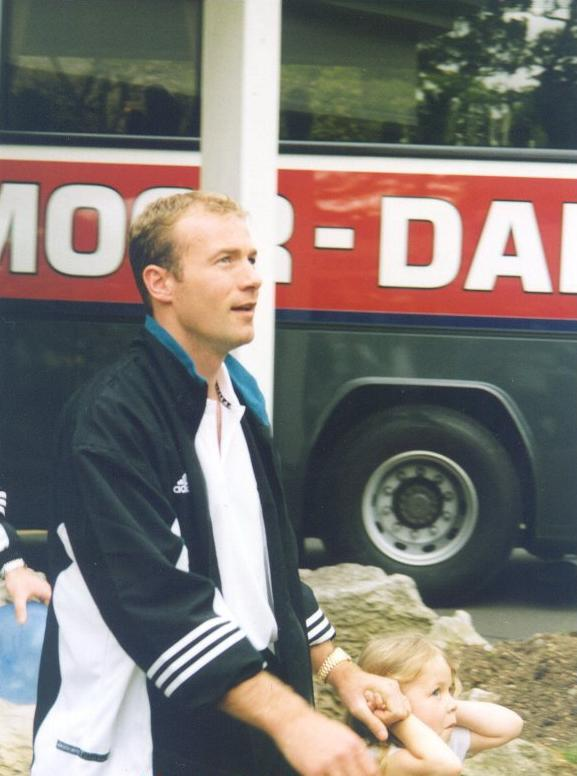
Алан Ширер в 1998 году

В сезоне 1998/99 года Ширер улучшил свои показатели после неудачного сезона: он забил 14 голов в 30 играх чемпионата и сменил Роба Ли на посту капитана «Ньюкасла». «Сороки» вновь оказались на 13-м месте в таблице Английской Премьер-лиги, в команде также по его ходу появился новый главный тренер — Рууд Гуллит. Помимо этого, «Ньюкасл» вновь вышел в финал Кубка Англии, однако трофей в итоге выиграл «Манчестер Юнайтед». В начале сезона 1999/2000 года Алан Ширер провёл 100-й матч за «Ньюкасл», это была игра против «Астон Виллы», в которой он также получил свою первую красную карточку в карьере. В матче Тайн-Уирского дерби против «Сандерленда» Ширер оказался на скамейке запасных, после этой игры Гуллит ушёл в отставку, его заменил Бобби Робсон. Несмотря на то, что именно под руководством Гуллита Ширер стал капитаном «Ньюкасла», в прессу не раз поступали сообщения о разногласиях между ними, из-за чего Алан и оказался вне основного состава. Это решение было встречено болельщиками крайне негативно. Примечательно, что новый тренер команды Робсон пытался переманить Ширера в «Барселону» в 1997 году, однако Кенни Далглиш отклонил это предложение. В первом матче под руководством Робсона против «Шеффилд Уэнсдей» Ширер забил пять голов, а «Ньюкасл» одержал победу со счётом 8:0. Впоследствии «сороки» смогли выйти из зоны вылета и в итоге финишировали в середине таблицы, а также дошли до полуфинала Кубка Англии, где уступили лондонскому «Челси». Ширер пропустил только одну игру в чемпионате и забил 23 гола.
В сезоне 2000/01 года Алан ушёл из сборной Англии после чемпионата Европы 2000 чтобы сосредоточиться на игре за свой клуб. Несмотря на уход из сборной тот сезон не стал для Ширера удачным: он забил лишь пять голов в 19 играх чемпионата. Ему удалось повысить свои бомбардирские результаты в следующем сезоне, тогда он 23 раза забивал мяч в сетку ворот противника в 37 играх лиги, а «Ньюкасл» финишировал на четвёртой позиции, благодаря чему клуб попал в Лигу чемпионов. Одним из самых запоминающихся моментов сезона стала стычка Ширера и Роя Кина в матче «Ньюкасла» против «Манчестер Юнайтед» (4:3), в сентябре 2001 года. Ирландский футболист в итоге был удалён. В новом сезоне 2002/03 года «Ньюкасл» проиграл свои первые три матча в рамках первого группового этапа Лиги чемпионов, однако в итоге клуб смог выправить ситуацию и пройти во второй групповой этап. На этом этапе выступление английского клуба и завершилось: дальше пройти «Ньюкасл» не смог, Ширер в общей сложности забил семь голов в Лиге чемпионов, а также 17 голов в 35 играх чемпионата Англии, чем помог своей команде занять третье место в Премьер-лиге. Благодаря этому «сороки» получили возможность принять участие в квалификации в новый розыгрыш Лиги чемпионов. Однако уже в матче третьего квалификационного раунда против белградского «Партизана» «Ньюкасл» проиграл в серии послематчевых пенальти. Из-за поражения в этом матче «Ньюкасл» попал в розыгрыш Кубка УЕФА, Ширер забил шесть голов в этом турнире, благодаря чему «сороки» смогли выйти в полуфинал, где, однако, победу одержал уже французский «Марсель». В чемпионате Англии Алан вновь отличился высокой результативностью, он забил 22 гола в 37 матчах, «Ньюкасл» же финишировал на пятом месте. Перед сезоном 2004/05 года Ширер заявил о том, что после его окончания завершит свою футбольную карьеру. В команду пришёл новый нападающий Патрик Клюйверт, который впоследствии негативно отзывался о Ширере. Клюйверт более удачно взаимодействовал с Крейгом Беллами, но тренерский штаб продолжал ставить в стартовый состав Ширера. В том сезоне Алан забил лишь семь голов в своих 28 играх, а клуб завершил сезон на 14-м месте. «Ньюкаслу» удалось показать положительный результат в Кубке УЕФА, в конечном итоге клуб дошёл до четвертьфинала, где победу над ним смог одержать лиссабонский «Спортинг». Помимо этого, «сороки» дошли и до полуфинала Кубка Англии, где уступили «Манчетер Юнайтед». Сам Ширер в этом сезоне смог забить 11 голов в еврокубках. В середине 2005 года главный тренер «Ньюкасла» Грэм Сунесс убедил Ширера пересмотреть своё решение о завершении карьеры в конце сезона. В результате он принял решение провести в составе «Ньюкасла» ещё один сезон. 4 февраля 2006 года в матче против «Портсмута» Ширер забил свой 201-й гол за «Ньюкасл», благодаря чему обошёл Джеки Милберна и стал лучшим бомбардиром в истории этого клуба. 17 апреля 2006 года в матче против «Сандерленда» (4:1) Ширер получил травму, из-за которой был вынужден пропустить последние матчи чемпионата. В этой игре он забил свой 206-й и последний гол за «Ньюкасл». Последний сезон Алана в клубном футболе был завершён с показателем в 10 забитых голов в 32 матчах чемпионата Англии.

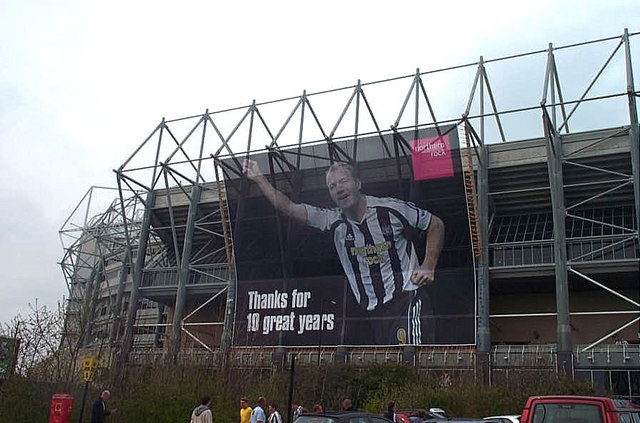
Баннер, вывешенный на стадионе «Сент-Джеймс Парк» в честь Алана Ширера, май 2006 года

В знак уважения к вкладу Ширера в результаты «Ньюкасл Юнайтед» за более чем десять лет карьеры в этой команде клуб установил большой баннер с изображением Ширера на одной из внешних стен своего домашнего стадиона «Сент-Джеймс Парк». На самом изображении Ширер был запечатлён в момент празднования одного из забитых мячей, на нём также была размещена надпись «Thanks for 10 great years» (с англ. — «Спасибо за 10 замечательных лет»). Также в честь Алана был проведён прощальный товарищеский матч против шотландского «Селтика». Все доходы от этой игры пошли на благотворительность. Из-за травмы в игре против «Сандерленда» в конце сезона Ширер не смог выйти на поле, однако остался на скамейке запасных. На последних минутах игры в ворота «Селтика» был назначен пенальти, после чего Ширер вышел на замену и реализовал его, благодаря чему «Ньюкасл» выиграл со счётом 3:2.

## Карьера в сборной
Алан Ширер представлял Англию на международной арене с 1990 года, когда тренер Дейв Секстон вызвал его в молодёжную сборную (до 21 года). В середине 1991 года Ширер в составе молодёжной сборной выступал на турнире в Тулоне. Алану удалось забить семь голов в четырёх играх, а Англия в итоге выиграла этот турнир. Всего же за время своего пребывания в ней он забил 13 голов в 11 матчах, этот результат стал рекордным. Благодаря высокой результативности в молодёжной сборной, а также успешным выступлениям на клубном уровне главный тренер основной английской сборной Грэм Тейлор перевёл Ширера во взрослую команду. В феврале 1992 года он дебютировал в её составе, это произошло в матче против Франции, Алан смог забить гол в этой игре. Впоследствии он провёл один матч за вторую сборную Англии. После Евро-1992 из сборной ушёл основной нападающий Гари Линекер, его должен был заменить именно Ширер. Алан принял участие в матчах квалификации на ЧМ-1994, однако Англия в итоге не смогла её пройти.
На Евро-1996 Англия квалифицировалась автоматически, так как турнир проводился именно в этой стране. На момент его начала Ширер не забивал за сборную в последних 12 матчах, его общая результативность также не была высокой — пять голов в 23 играх. Однако он смог забить уже в первой игре на Евро-1996 против Швейцарии. В следующей игре против Шотландии Ширер аналогично отличился забитым мячом, а в игре с Нидерландами он сделал дубль, благодаря чему английская сборная победила со счётом 4:1. В итоге Англия смогла выйти в стадию плей-офф. В четвертьфинале англичане в серии пенальти победили испанцев после нулевой ничьи, Ширер первым реализовал свой удар. В полуфинале против Германии он забил гол уже на первых минутах игры, однако впоследствии немцы сравняли счёт и матч снова должен был завершиться серией пенальти. На этот раз Англия потерпела поражение, однако сам Ширер вновь реализовал свой пенальти. Всего же на этом турнире он забил пять мячей, благодаря чему стал его лучшим бомбардиром и вместе с товарищами по команде Дэвидом Сименом и Стивом Макманаманом попал в символическую сборную турнира от УЕФА.
Новый главный тренер сборной Англии Гленн Ходдл назначил Ширера капитаном команды во время отборочного турнира чемпионата мира 1998 года. В общей сложности он забил во время квалификации на этот турнир пять голов. На протяжении большей части сезона 1997/98 года Ширер не принимал участие в матчах из-за травмы, однако он смог восстановиться к чемпионату мира. Алан забил первый гол английской сборной на турнире в матче против Туниса (2:0), этот мяч стал его единственным голом на групповом этапе. В матче 1/8 финала Англия встретилась с Аргентиной. Ширер в первом тайме реализовал пенальти и сравнял счёт. Впоследствии команды забили ещё по одному голу и игра дошла до серии пенальти. Алан вновь реализовал свой удар, однако в итоге Англия потерпела поражение. Этот турнир стал единственным чемпионатом мира в карьере Алана.
В сентябре 1999 года Ширер забил свой единственный хет-трик за сборную Англии, это произошло в матче отборочного турнира Евро-2000 против Люксембурга (6:0). В итоге Англия смогла квалифицироваться на сам чемпионат Европы, а Алан объявил, что Евро-2000 станет для него последним турниром в составе английской сборной. В первом матче группового этапа Англия со счётом 2:3 проиграла сборной Португалии, однако во втором матче против Германии Ширер забил единственный гол встречи, благодаря чему Англия одержала победу. В последней игре группового этапа против Румынии Алан забил с пенальти, однако английская сборная в итоге проиграла, завершив своё выступление на турнире. Всего за английскую национальную команду Алан Ширер провёл 63 игры, в 34 из которых он выходил на поле с капитанской повязкой, а также забил 30 голов. Он занимает шестое место в списке лучших бомбардиров в истории сборной Англии вместе с Нэтом Лофтхаусом и Томом Финни. Несмотря на слухи о возвращении Алана в сборную перед чемпионатом мира 2002 и чемпионатом Европы 2004 года, он в неё так и не вернулся, а также отклонил предложение стать помощником тренера Стива Макларена после чемпионата мира 2006 года (эту должность в конечном итоге занял Терри Венейблс).

## Стиль игры
Алан Ширер считается одним из лучших нападающих своего поколения и одним из величайших игроков в истории английской Премьер-лиги. Он считался классическим центральным нападающим из-за своей физической силы, довольно высокого роста, сильного удара и умения результативно играть головой, эти качества позволяли ему забивать множество голов. Из его 206 мячей в составе «Ньюкасла» 49 были забиты головой. Также в расцвете своей карьеры обладал высокой скоростью. Иногда стиль игры Ширера подвергался критике, так как он придерживался агрессивной манеры игры и часто использовал локти при борьбе с соперниками. Ширер считался основным исполнителем пенальти как в своих клубах, так и в составе сборной Англии, он реализовал 45 одиннадцатиметровых ударов за «Ньюкасл». Помимо этого, Алан пять раз забил за «соро́к» со штрафного удара.

## Тренерская карьера
После завершения игровой карьеры Ширер ответил на предположения о возможном переходе к тренерской работе, сказав, что он не собирается начинать её в ближайшее время и хочет «насладиться жизнью». Также он сказал, что в конечном итоге хотел бы стать тренером, когда для этого придёт время. В июле 2006 года он отказался от должности помощника главного тренера в сборной Англии. Впоследствии Ширер часто упоминался в СМИ как кандидат на те или иные руководящие или тренерские должностями в своих бывших клубах. В 2008 году Алан дважды отказался от должности помощника главного тренера в «Ньюкасле», который тогда возглавлял Кевин Киган, а затем и сменивший его Джо Киннир.
1 апреля 2009 года было объявлено, что Ширер станет исполняющим обязанности главного тренера своего бывшего клуба — «Ньюкасл Юнайтед» на оставшиеся восемь игр сезона 2008/09 года, он сменил на этой должности Криса Хьютона, который заменял главного тренера Киннира, попавшего в больницу. Впоследствии сам Ширер заявил, что не мог оказаться от такого предложения. Однако при этом он сказал, что не собирается оставаться в клубе в качестве постоянного тренера команды. Его первый матч на тренерском посту закончился поражением 0:2 от «Челси». 11 апреля «Ньюкасл» впервые набрал очки при Ширере, это произошло благодаря ничьей 1:1 со «Сток Сити». После нескольких матчей впоследствии «Ньюкасл» впервые одержал победу под руководством Ширера: со счётом 3:1 был обыгран «Мидлсбро», благодаря чему «сороки» покинули зону вылета. Однако сезон окончился не лучшим образом: «Ньюкасл» по итогам турнира впервые за 16 лет всё же выбыл в Чемпионшип, после чего Ширер завершил работу в этом клубе в качестве тренера.

## Личная жизнь

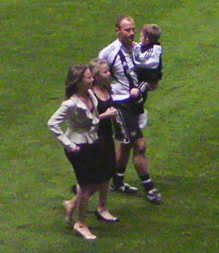
Алан Ширер вместе с женой и детьми, 2006 год

Алан Ширер познакомился со своей будущей женой Лайней во время выступлений за «Саутгемптон». Они поженились 8 июня 1991 года, впоследствии у пары появились трое детей. В мае 2006 года после своего прощального матча Алан прошёл «круг почёта» по полю «Сент-Джеймс Парк» вместе с членами своей семьи. После завершения футбольной карьеры Ширер стал работать футбольным аналитиком на Би-би-си.
В течение своей игровой карьеры Ширер поддерживал Национальное общество по предотвращению жестокого обращения с детьми, он принимал участие в мероприятиях, которые проводились под эгидой этой организации. Впоследствии Алан стал её послом. После ухода из футбола Ширер продолжил активно заниматься благотворительностью. У него есть собственный благотворительный фонд. В 2007 году было завершено строительство центра Алана Ширера, учреждения временного ухода за людьми с ограниченными возможностями, который находится на окраине Ньюкасла. Впоследствии Ширер вместе с другими известными футболистами принимал участие в благотворительных футбольных матчах Soccer Aid, чтобы собрать деньги для ЮНИСЕФ.

### Почести
6 декабря 2000 года администрация города Ньюкасл-апон-Тайн вручила Ширеру почётную награду за его спортивные заслуги. В 2001 году Ширер стал офицером ордена Британской империи, а в 2016 году, за свою благотворительную деятельность, он стал командором этого ордена. 4 декабря 2006 года Нортумбрийский университет присвоил Ширеру степень доктора гражданского права на церемонии в концертном зале Newcastle City Hall. 7 декабря 2009 года ему была присвоена аналогичная степень Ньюкаслским университетом. 12 сентября 2016 года возле стадиона «Сент-Джеймс Парк» был открыт памятник Алану Ширеру.

## Достижения

### Командные
«Блэкберн Роверс»
- Чемпион Англии: 1994/95[1]

Сборная Англии
- Победитель турнира в Тулоне: 1991[59]
- Бронзовый призёр чемпионата Европы: 1996

### Личные

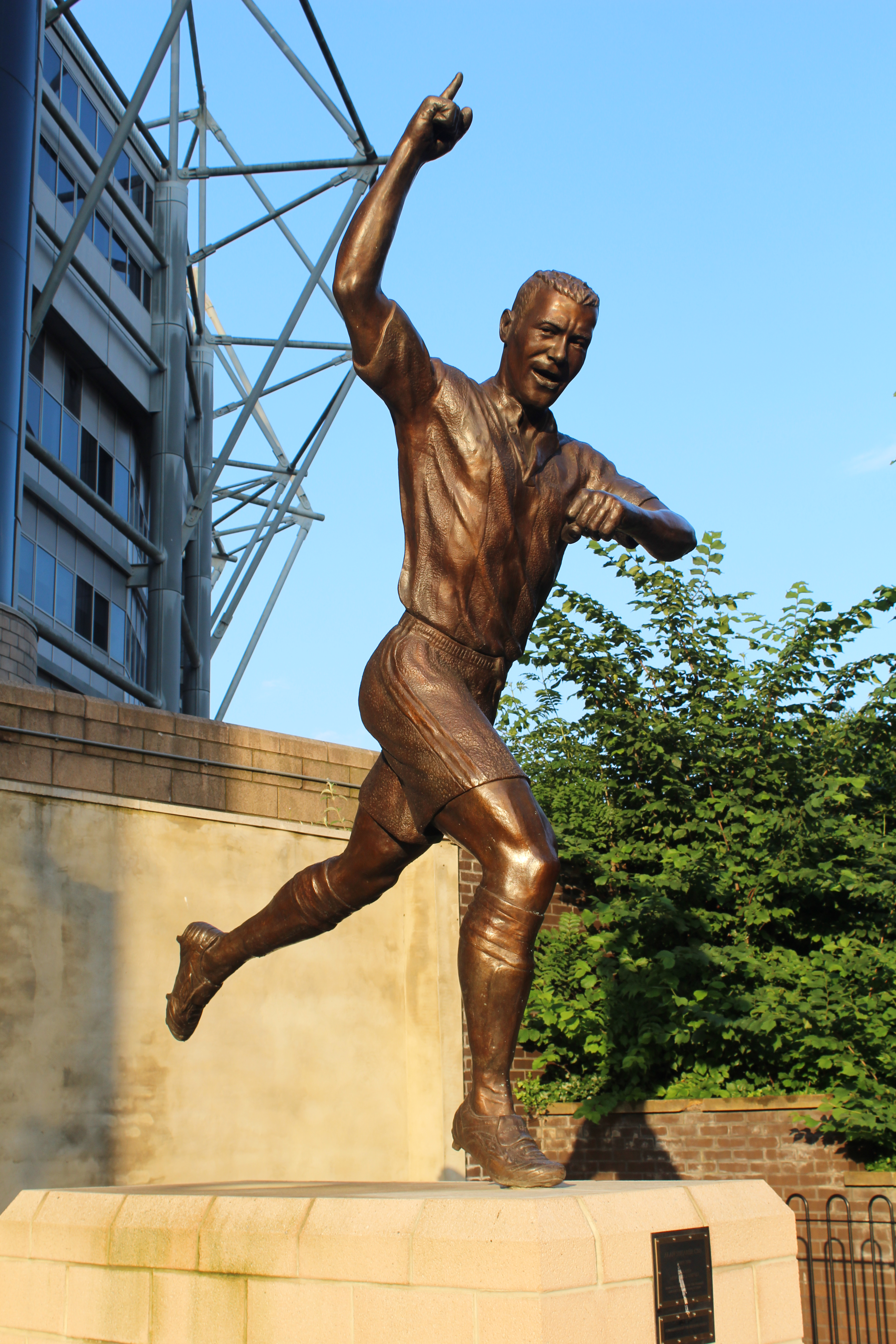
Статуя Алана Ширера перед стадионом «Сент-Джеймс Парк», изображающая его фирменное празднование забитого мяча

- Лучший футболист года по версии Ассоциации футбольных журналистов: 1993/94[17]
- Лучший игрок сезона английской Премьер-лиги: 1994/95
- Обладатель «Золотой бутсы» английской Премьер-лиги (3): 1994/95, 1995/96, 1996/97
- Лучший игрок года по версии футболистов ПФА (2): 1994/95, 1995/96
- Член символической сборной сезона по версии European Sports Media: 1994/95
- Лучший бомбардир чемпионата Европы: 1996 (5 голов)
- Входит в состав символической сборной чемпионата Европы: 1996[65]
- Третье место в голосовании на звание «Игрока года ФИФА»: 1996
- Третье место в голосовании на «Золотой мяч»: 1996
- Лучший игрок месяца английской Премьер-лиги (4): ноябрь 1994, сентябрь 1998, декабрь 2002, октябрь 2003[1]
- Награда Ассоциации футбольных журналистов за заслуги перед футболом: 2001
- Включён в список лучших футболистов XX века по версии World Soccer
- Включён в список ФИФА 100[8]
- Входит в Зал славы английского футбола
- Входит в Зал славы английской Премьер-лиги[110]

### Рекорды
- Лучший бомбардир в истории английской Премьер-лиги: 260 голов[111]
- Наибольшее количество реализованных пенальти в Премьер-лиге: 56[111]
- Наибольшее количество нереализованных пенальти в Премьер-лиге: 11[b]
- Наибольшее количество голов в Премьер-лиге, забитых в пределах штрафной площади: 227[111]
- Наибольшее количество голов в одном матче Премьер-лиги: 5[c]
- Самый быстрый игрок в истории, забивший 100 голов в Премьер-лиге: за 124 матча[112]
- Лучший бомбардир в истории «Ньюкасл Юнайтед»: 206 голов[113]
- Наибольшее количество голов за «Ньюкасл Юнайтед» в еврокубках: 30[113]

## Статистика

### Клубная статистика
| Клуб             | Сезон            | Лига | Лига | Кубок Англии | Кубок Англии | Кубок лиги | Кубок лиги | Еврокубки | Еврокубки | Прочие | Прочие | Итого | Итого |
| Клуб             | Сезон            | Игры | Голы | Игры         | Голы         | Игры       | Голы       | Игры      | Голы      | Игры   | Голы   | Игры  | Голы  |
| ---------------- | ---------------- | ---- | ---- | ------------ | ------------ | ---------- | ---------- | --------- | --------- | ------ | ------ | ----- | ----- |
| Саутгемптон      | 1987/88          | 5    | 3    | 0            | 0            | 0          | 0          | 0         | 0         | 0      | 0      | 5     | 3     |
| Саутгемптон      | 1988/89          | 10   | 0    | 0            | 0            | 0          | 0          | 0         | 0         | 0      | 0      | 10    | 0     |
| Саутгемптон      | 1989/90          | 26   | 3    | 3            | 0            | 6          | 2          | 0         | 0         | 0      | 0      | 35    | 5     |
| Саутгемптон      | 1990/91          | 36   | 4    | 4            | 2            | 6          | 6          | 0         | 0         | 2      | 2      | 48    | 14    |
| Саутгемптон      | 1991/92          | 41   | 13   | 7            | 2            | 6          | 3          | 0         | 0         | 6      | 3      | 60    | 21    |
| Саутгемптон      | Итого            | 118  | 23   | 14           | 4            | 18         | 11         | 0         | 0         | 8      | 5      | 158   | 43    |
| Блэкберн Роверс  | 1992/93          | 21   | 16   | 0            | 0            | 5          | 6          | 0         | 0         | 0      | 0      | 26    | 22    |
| Блэкберн Роверс  | 1993/94          | 40   | 31   | 4            | 2            | 4          | 1          | 0         | 0         | 0      | 0      | 48    | 34    |
| Блэкберн Роверс  | 1994/95          | 42   | 34   | 2            | 0            | 3          | 2          | 2         | 1         | 0      | 0      | 49    | 37    |
| Блэкберн Роверс  | 1995/96          | 35   | 31   | 2            | 0            | 4          | 5          | 6         | 1         | 1      | 0      | 48    | 37    |
| Блэкберн Роверс  | Итого            | 138  | 112  | 8            | 2            | 16         | 14         | 8         | 2         | 1      | 0      | 171   | 130   |
| Ньюкасл Юнайтед  | 1996/97          | 31   | 25   | 3            | 1            | 1          | 1          | 4         | 1         | 1      | 0      | 40    | 28    |
| Ньюкасл Юнайтед  | 1997/98          | 17   | 2    | 6            | 5            | 0          | 0          | 0         | 0         | 0      | 0      | 23    | 7     |
| Ньюкасл Юнайтед  | 1998/99          | 30   | 14   | 6            | 5            | 2          | 1          | 2         | 1         | 0      | 0      | 40    | 21    |
| Ньюкасл Юнайтед  | 1999/00          | 37   | 23   | 6            | 5            | 1          | 0          | 6         | 2         | 0      | 0      | 50    | 30    |
| Ньюкасл Юнайтед  | 2000/01          | 19   | 5    | 0            | 0            | 4          | 2          | 0         | 0         | 0      | 0      | 23    | 7     |
| Ньюкасл Юнайтед  | 2001/02          | 37   | 23   | 5            | 2            | 4          | 2          | 0         | 0         | 0      | 0      | 46    | 27    |
| Ньюкасл Юнайтед  | 2002/03          | 35   | 17   | 1            | 1            | 0          | 0          | 12        | 7         | 0      | 0      | 48    | 25    |
| Ньюкасл Юнайтед  | 2003/04          | 37   | 22   | 2            | 0            | 1          | 0          | 11        | 6         | 0      | 0      | 51    | 28    |
| Ньюкасл Юнайтед  | 2004/05          | 28   | 7    | 4            | 1            | 1          | 0          | 9         | 11        | 0      | 0      | 42    | 19    |
| Ньюкасл Юнайтед  | 2005/06          | 32   | 10   | 3            | 1            | 2          | 1          | 4         | 2         | 0      | 0      | 41    | 14    |
| Ньюкасл Юнайтед  | Итого            | 303  | 148  | 36           | 21           | 16         | 7          | 48        | 30        | 1      | 0      | 404   | 206   |
| Всего за карьеру | Всего за карьеру | 559  | 283  | 58           | 27           | 50         | 32         | 56        | 32        | 10     | 5      | 733   | 379   |

### Выступления за сборную
| Сборная          | Год              | Товарищеские | Товарищеские | Турниры | Турниры | Всего | Всего |
| Сборная          | Год              | Игры         | Голы         | Игры    | Голы    | Игры  | Голы  |
| ---------------- | ---------------- | ------------ | ------------ | ------- | ------- | ----- | ----- |
| Англия           | 1992             | 3            | 1            | 3       | 1       | 6     | 2     |
| Англия           | 1993             | 0            | 0            | 1       | 0       | 1     | 0     |
| Англия           | 1994             | 6            | 3            | 0       | 0       | 6     | 3     |
| Англия           | 1995             | 5            | 0            | 3       | 0       | 8     | 0     |
| Англия           | 1996             | 2            | 0            | 7       | 8       | 9     | 8     |
| Англия           | 1997             | 0            | 0            | 5       | 3       | 5     | 3     |
| Англия           | 1998             | 1            | 0            | 10      | 6       | 11    | 6     |
| Англия           | 1999             | 3            | 2            | 7       | 4       | 10    | 6     |
| Англия           | 2000             | 4            | 0            | 3       | 2       | 7     | 2     |
| Всего за карьеру | Всего за карьеру | 24           | 6            | 39      | 24      | 63    | 30    |